# 斯佩隆卡托
斯佩隆卡托（法語：Speloncato）是法國科西嘉島上科西嘉省的一個市镇，属于卡尔维区。

## 地理
斯佩隆卡托（42°33'43"N, 8°58'52"E）面积17.67 平方千米，位于法国上科西嘉省，该省份位于科西嘉北部，后者为地中海西部的一座岛屿，也是法国的一个单一领土集体，位于法国大陆部分的东南面，意大利半島的西面，最近的地块是紧邻意大利的撒丁岛。
与斯佩隆卡托接壤的市镇（或旧市镇、城区）包括：费利切托、皮奥焦拉。

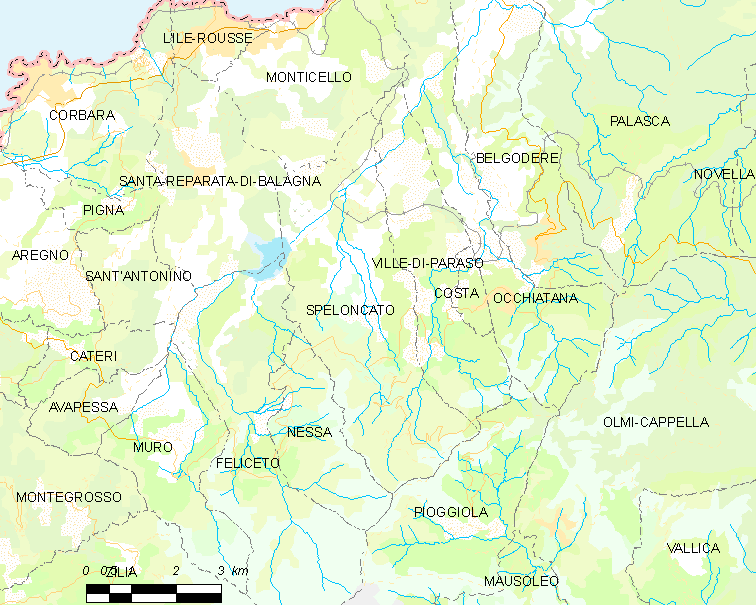
斯佩隆卡托的OSM定位图

斯佩隆卡托的时区为UTC+01:00、UTC+02:00（夏令时）。

## 行政
斯佩隆卡托的邮政编码为20226，INSEE市镇编码为2B290。

## 政治
斯佩隆卡托所属的省级选区为利勒鲁斯县。

## 人口

1962-2008年间斯佩隆卡托人口变化图示

斯佩隆卡托于2022年1月1日时的人口数量为261人。